# Toivo Tuomainen
Toivo Tuomainen (25 de septiembre de 1926 – 13 de noviembre de 2002) fue un actor, director y músico finlandés.

## Biografía
Nacido en Maaninka, actualmente parte de Kuopio, Finlandia, en los comienzos de su carrera artística participó en giras de entretenimiento en el frente durante la Guerra de continuación. Tras varios años actuando en teatro para aficionados y en conciertos musicales, el director de cine Rauni Mollberg lo descubrió, dándole la fama gracias a su participación en la miniserie Siunattu hulluus. Entre las películas de Mollberg en las que actuó figuran Maa on syntinen laulu (1973) y Aika hyvä ihmiseksi (1977). Por su actuación en la segunda, recibió el Premio Estatal de Cinematografía en 1978. Mollberg y Tuomainen, que también era economista, entablaron una duradera amistad, motivo por el que Tuomainen se encargó durante años de las finanzas de las producciones de Mollberg.
Tuomainen actuó también bajo la dirección de otros realizadores. Trabajó dirigido por Olli Soinio en Aidankaatajat eli heidän jälkeensä vedenpaisumus (1982) y en Kuutamosonaatti (1988), y por Matti Ijäs en el telefilm Viimeinen keikka (1984). 
Además de su carrera interpretativa, Tuomainen trabajó en diferentes ocupaciones, y en el campo de la publicidad fue el rostro de la cadena minorista Musta Pörssi. Tras jubilarse en los años 1970, Tuomainen se dedicó a estudiar la genealogía de su familia, llegando a conseguir un archivo con más de 9.000 integrantes de la familia Tuomainen.
Toivo Tuomainen falleció en Juankoski, Finlandia, en 2002. Estuvo veinte años casado con Annikki Räihä. Sus hijos fueron Matti (nacido en 1947), Leila (1949), Anneli (1951) y Raimo (1957). Posteriormente estuvo emparejado con Kaarina Miettinen.

## Filmografía (selección)
- 1965 : Roinilan talossa (telefilm)
- 1973 : Maa on syntinen laulu
- 1975 : Siunattu hulluus (miniserie TV)
- 1977 : Aika hyvä ihmiseksi
- 1980 : Milka – elokuva tabuista
- 1980 : Tulipää
- 1981 : Kiljusen herrasväki
- 1981 : Syöksykierre
- 1982 : Aidankaatajat eli heidän jälkeensä vedenpaisumus
- 1984 : Viimeinen keikka (telefilm)
- 1988 : Kuutamosonaatti
- 1990 : Kiljusen herrasväen uudet seikkailut
- 1991 : Kuutamosonaatti 2: Kadunlakaisijat